# Улица Плитница (Луцк)
Улица Плитница (укр. Вулиця Плитниця; другая используемая транскрипция — Плытныця) — дугообразная улица Луцка в центре историко-культурного заповедника, начинающаяся у входа в Луцкий замок на улице Кафедральной и огибающая его с юга к Замковой улице, идущей вдоль Стыра с востока.

## История

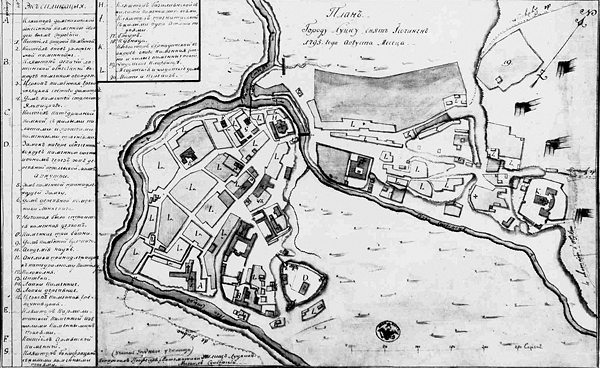
Старейший из известных планов Луцка 1795 года; видны ров, гавань и набережная вдоль них на которой стоят дома.

Улица (её прообраз), вероятно, является одной из старейших в Луцке и изображена практически на всех известных планах и картах города.
В старину улица проходила вдоль оборонительного рва, который отделял Верхний замок от Нижнего.
Одно время в начале улицы у входа в Луцкий замок, как предполагается, находилась гавань, куда могли подходить суда со Стыра.
Некоторое время улица носила названия Замковой.
Однако с появлением одноимённой улицы под замком на востоке, была переименована в Нижнезамковую.
После ликвидации оборонительного рва и укреплений вдоль него, между Нижнезамковой и Замковой образовался переулок, который назывался Козлиный спуск.
В 1916 году Козлиный спуск стали называть Садовым спуском, а Нижнезамковую улицу переименовали в Гвардейскую.
В 1921 году Гвардейскую переименовали в честь волынского князя Любарта.
С 1957 года улица называлась в честь советского разведчика Рихарда Зорге.
В 1991 году улица переименована в Плитница.

## Этимология

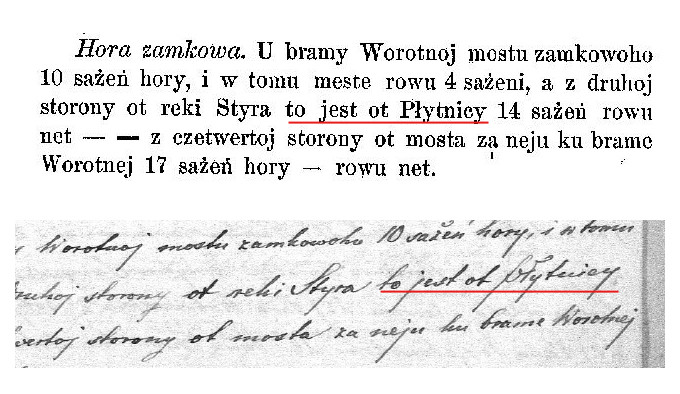
Сканы с печатной и рукописной версии книги Тадеуша Ежи Стецкого Łuck starożytny i dziesiejszy. Красным подчёркнуто, как он передавал выписки из люстрации.

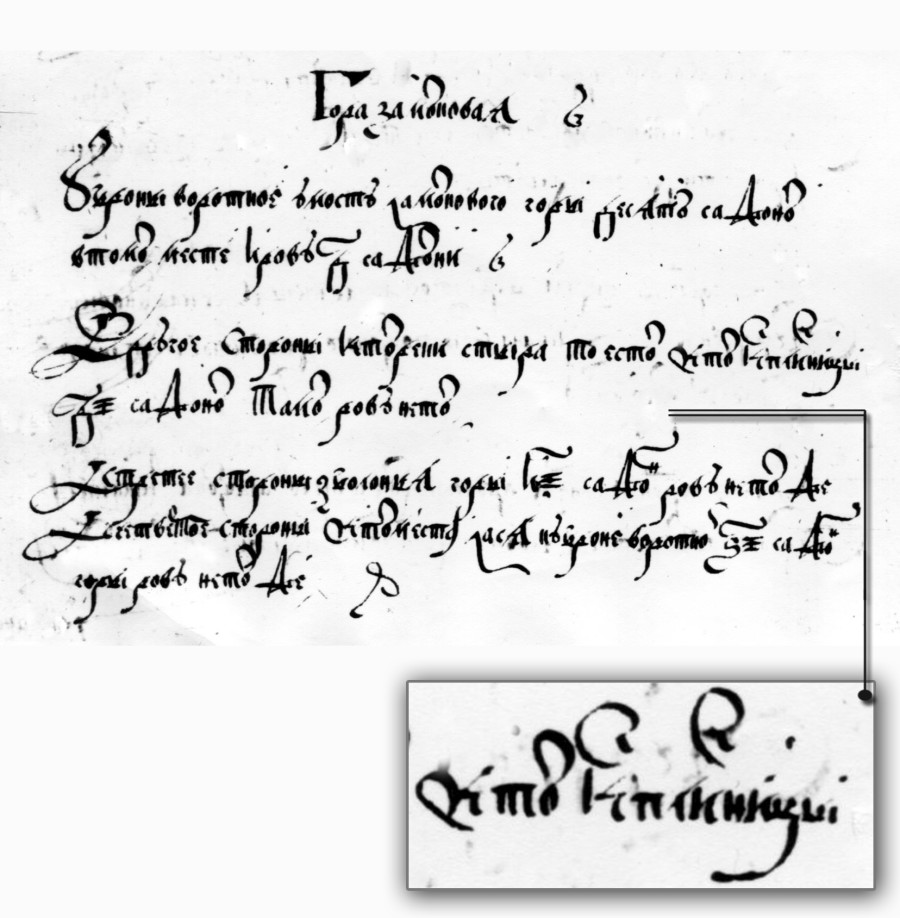
Фрагмент ревизии Луцкого замка 1552 года

Современное название — Плитница, улица получила от якобы существовавшей одноимённой местности у Стыра в конце улицы, где, как предположили, в старину складывали сырой и обожжённый кирпич.
Происхождение топонима «плитница» принято вести от слова «плита» и связывать с каменоломнями или производством кирпича, плинфы, черепицы и керамики.
При описании Луцка слово «płytnica» было упортеблено в частности в 1876 году в книге польского историка Тадеуша Ежи Стецкого «Łuck starożytny i dziesiejszy».
Этот латинизированный вариант попал в труды учёного при переписывании люстрации Луцкого замка 1552 года.
Однако его прочтение, по мнению историка Елены Бирюлиной, не столь однозначно.
Бирюлина полагает, что первоначальный вариант следует читать как «от отплечницы» (укр. от отплічниці), а само слово «отплечница» происходит от «плеча», которым изначальный ревизор называл сторону или ответвление Замка.
Таким образом, по мнению историка, обсуждаемый фрагмент должен звучать так:
А с другой стороны от реки Стыр, то есть от отплечницы, — [горы] 14 саженей, там рва нет.

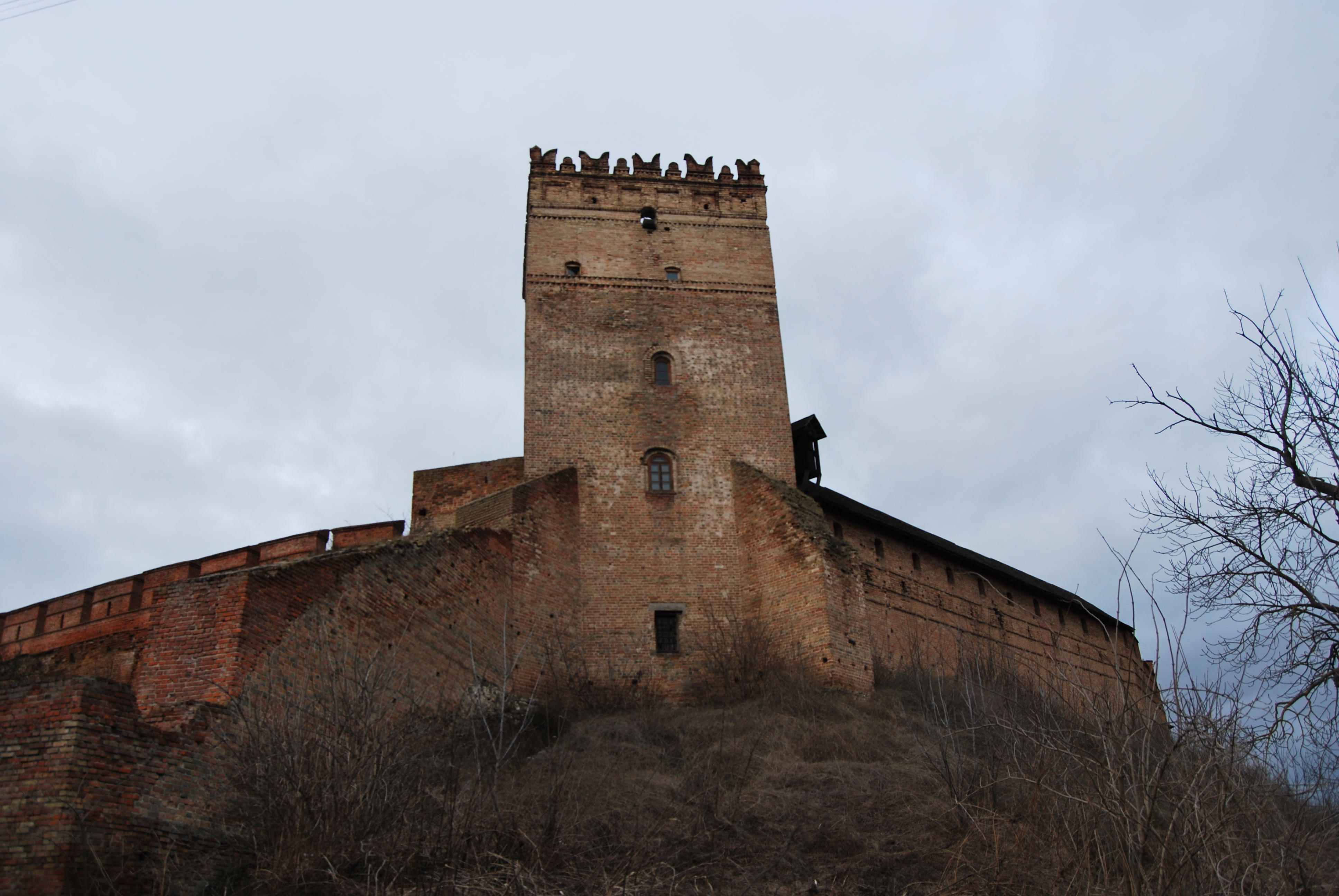
Внешний вид «отплечницы» — ответвления слева от Стыровой башни Замка

Таким образом, Бирюлина считает, что ревизор назвал «отплечницой» ответвление слева от Стыровой башни Луцкого замка.
В настоящее время оно обрвыается внизу холма, но раньше эта стена продолжалась до каменной Архимандритной башни Окольного замка.

## Достопримечательности
На улице сохранились остатки оборонительного рва и домов XIX века — № 2-Б, 4, 7 (вероятно XVIII века).
Жилой дом по адресу Плитница 1, полностью перестроили примерно в 1992 году и сейчас в нём размещается ресторан «Корона Витовта».